# Centre Cultural Albareda
El Centre Cultural Albareda és un equipament municipal de l'Ajuntament de Barcelona, al Poble-sec, especialitzat en música. Es va inaugurar l'1 de desembre del 2012 al Carrer Albareda 22-24. És un equipament llargament reivindicat per les associacions del barri.
El centre ofereix una extensa programació de concerts, cinema documental musical, xerrades en format music sessions amb el nom "Musicalment parlant", activitats i espectacles familiars, exposicions, itineraris i tallers de tipologia diversa: música, expressió, recursos, creativitat, salut i familiars.
Les entitats de cultura popular que es troben al centre són: gralles i tabals del Poble Sec, gralles dels Castellers del Poble Sec, SC Els Moderns. En el Centre es poden veure diferents elements d'imagineria festiva: el gat Sírius, dels Diables del Poble Sec, les Tres Xemeneies del Paral·lel i els capgrossos l'Ombra del Sol i el Raig de Lluna, donació de Carla Aguilar.